# Dániel Sallói
Dániel Sallói, né le 19 juillet 1996 à Siófok, est un footballeur international hongrois jouant au poste d'attaquant au Sporting de Kansas City en MLS.

## Biographie
Dániel Sallói est le fils d'István Sallói, un footballeur international hongrois.

### Parcours en club
Dániel Sallói rejoint dès l'âge de 9 ans, le centre de formation de l'Újpest FC à Budapest.
En 2014 à l'occasion d'une année scolaire à l'étranger, il séjourne à Kansas City aux États-Unis. À cette période, il évolue avec l'académie du Sporting Kansas City où est entraineur István Urbányi, un ancien coéquipier de son père.
En juillet 2015, il retrouve le club d'Újpest FC et signe avec l'équipe première à seulement 19 ans. Il dispute 17 matchs et inscrit 7 buts.
Le 13 janvier 2016, il signe un contrat Homegrown Player avec le Sporting de Kansas City et la MLS.